# Liste der Bodendenkmäler in Weiding (Landkreis Schwandorf)
Auf dieser Seite sind die Bodendenkmäler in der Oberpfälzer Gemeinde Weiding zusammengestellt. Diese Tabelle ist eine Teilliste der Liste der Bodendenkmäler in Bayern. Grundlage ist die Bayerische Denkmalliste, die auf Basis des Bayerischen Denkmalschutzgesetzes vom 1. Oktober 1973 erstmals erstellt wurde und seither durch das Bayerische Landesamt für Denkmalpflege geführt wird. Die folgenden Angaben ersetzen nicht die rechtsverbindliche Auskunft der Denkmalschutzbehörde.

## Bodendenkmäler der Gemeinde Weiding

### Bodendenkmäler in der Gemarkung Weiding
| Lage               | Objekt | Akten-Nr.     | Bild |
| ------------------ | --- | ------------- | ---- |
| Weiding (Standort) | Archäologische Befunde im Bereich der mittelalterlichen Burgruine Frauenstein. | D-3-6541-0002 |      |
| Weiding (Standort) | Archäologische Befunde des Mittelalters und der frühen Neuzeit im Bereich der Katholischen Pfarrkirche St. Nikolaus (Weiding), darunter die Spuren von Vorgängerbauten bzw. älteren Bauphasen. | D-3-6541-0049 |      |